# Nanling, Guangdong
Nanling är en köping i sydöstra Kina. Den ligger i Zijin härad i staden Heyuan i provinsen Guangdong, omkring 220 kilometer öster om provinshuvudstaden Guangzhou. Antalet invånare är 10 804. Befolkningen består av 5 598 kvinnor och 5 206 män. Barn under 15 år utgör 31 %, vuxna 15-64 år 56 %, och äldre över 65 år 11,0 %.